# Kostnice sedlecká (opera)
Kostnice sedlecká (dobovým pravopisem Kostnice Sedlecká) je opera o čtyřech jednáních českého skladatele Otakara Bradáče na libreto Josefa Havlíka podle stejnojmenné povídky Františka Adolfa Šuberta. Premiéru měla 28. října 1905 v Národním divadle v Brně.

## Vznik a historie
Libreto opery Kostnice sedlecká vzniklo roku 1898, původně samostatně. Sepsal je oficiál presidia magistrátu královského hlavního města Prahy Josef Havlík (1850–1912), jinak příležitostný prozaik realistického stylu, a zadal je do konkursu na operní libreto vyhlášené Národním divadlem (libreto vychází ze stejnojmenné povídky tehdejšího ředitele Národního divadla Františka Adolfa Šuberta). Kostnice sedlecká získala druhou cenu, 400 zlatých. První cenu získalo tehdy libreto Ovčák Adolfa Weniga, které již autor předal Antonínu Dvořákovi (vznikla z něj opera Čert a Káča), k vyjádření zájmu o zhudebnění Kostnice sedlecké vyzvala správa Národního divadla české skladatele tiskem.
Přihlásil se Otakar Bradáč a libreto mu bylo zadáno. O datu kompozice panuje nejasnost, literatura uvádí léta 1903–1905, ale noticka v Daliboru z dubna 1905 uvádí, že zpráva jiných novin o tom, že Bradáč operu „právě dokončil“, je mylná, že byla dokončena již roku 1900 a byla nabídnuta pražskému Národnímu divadlu, jehož nový šéf opery (tj. Karel Kovařovic) nepřijal Kostnici sedleckou k provozování – a to i přesto, že mu ji skladatel věnoval, a přestože tisk porůznu ohlašoval, že „mistr Kovařovic pochválil práci Bradáčovu a doporučí prý ji novému družstvu ku provozování v Národním divadle,“ ba dokonce s určitostí tvrdil, že byla Národním divadlem přijata. Na jaře roku 1905 však o ni projevilo zájem též brněnské Národní divadlo a 28. října 1905 (po několika odkladech – původně stanovený termín byl 4. října) se tam konečně konala premiéra. Byla na místní poměry pečlivá, „s úplně novou výpravou dekorační i oblekovou“.

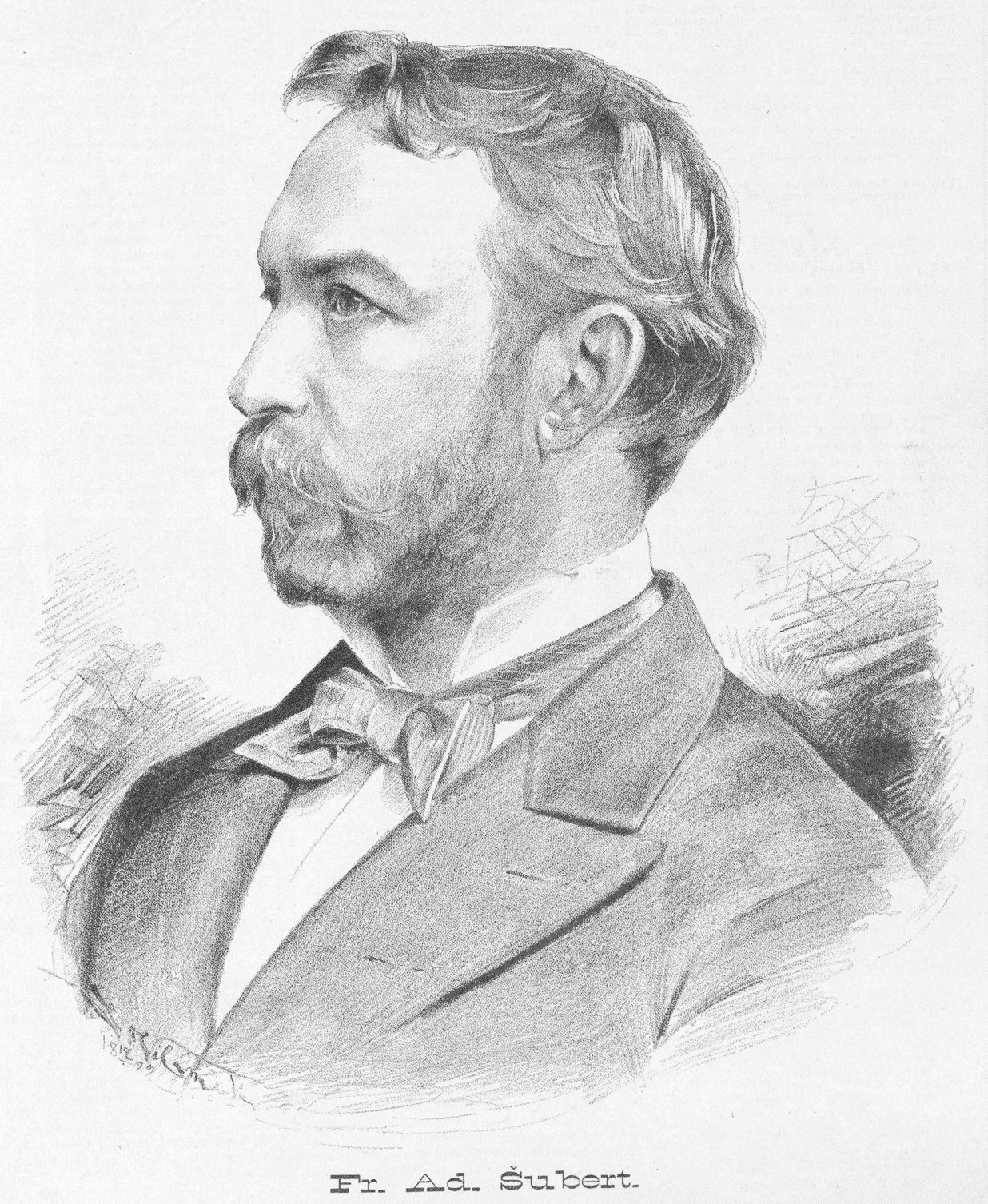
František Adolf Šubert, autor námětu k opeře Kostnice sedlecká. Rytina Jana Vilímka.

Libreto přijala kritika ve srovnání s průměrem českých libret příznivě, oceňovala působivost a napínavost námětu, i když mu adresovala některé výtky (např. trojí vyznání lásky po sobě v prvním jednání a rozdvojení soudní scény v jednání třetím). Hudba byla celkově hodnocena jako na výši doby, byť nikoli převratná (Jan Kakš v Hlídce: [hudba je] „nesoucí znak talentu a do jisté míry uměleckých snah – ale nikoli nových, pokrokových“; Brněnské noviny: „jeho sloh odpovídá ne sice docela, ale přece značnou měrou požadavkům moderního dramatického stylu […]“; Lidové noviny: „v hudbě nepodává Bradáč nic nového, co však napsal, jest schopno života a vzrůstu“). K upevnění dramatické struktury využíval Bradáč techniku příznačných motivů. První, nejlyričtější dějství mělo formu tradiční a ve své době poněkud zastaralé číslové opery, zpěv byl především melodický a písňové povahy, až o dalších dějstvích bylo možné říci, že „zpěv nesoucí se ponejvíce slohem deklamatorním se nad polyfonií orkestru volně vznáší“. Kritizován byl skladatelův sklon k dlouhým sborům a finále a recenzenti nabízeli různé škrty, například postavy třetího milence nebo písní v národním tónum „beztoho málo cenných“. Orchestr nebyl Bradáčem většinou traktován samostatně, ale „jako průvodce hlasu lidského“. V názoru na orchestraci se názory kritiků rozcházely; zatímco například Brněnské noviny ji shledávaly barvitou a k zpěvním hlasům přiléhavou a na recenzenta Dalibora zapůsobila „nejlepším dojmem“, Lidové noviny jí shledávaly fádní: „orchestr má v celku jednu barvu, smyčce jsou hlavní basí jeho instrumentace, dřevěné nástroje foukací podmalovávají, žesťové sílí“. Hlídka ji považovala za neobratnou: „druhdy patheticky bouří a zbytečně podřízené momenty vyzdvihuje, kdežto závažných nechává bez akcentu“. Vícero recenzentů litovalo, že skladatel využívá opotřebovaných instrumentačních prostředků, a upozorňovaly ho na to, že hutnost orchestru často překrývala sbory a vedlejší sóla. S reakcí obecenstva se recenzenti shodli ve chvále Bradáčovy melodické vynalézavosti, zejména v lyrických místech.
Zatímco obecenstvu se nejvíce líbilo první dějství, plné melodických sólových zpěvů a písní, kritika byla na vážkách; oceňovala sice, že zde byl Bradáčův lyrismus „zvláště působivý, vřelý a obratný“, ale varovala, že „melodičnost […] v takové hojnosti zdá se nám býti úskalím pro skladatele velmi nebezpečným“. Druhé jednání Dalibor považuje za nejpodařenější, Lidové noviny by si přály mít hudbu dramatičtější v souladu s textem, zejména pro scénu hledání těla v šachtě. Jejich recenzent vyzdvihuje třetí jednání, scénu soudu na kutnohorské radnici. V konkurenci četných soudních scén, které se v dosavadní české opeře objevily, a přes zjevnou narážku na soudní scénu z Kovařovicových Psohlavců shledal toto dějství zdařilým a originálním, i když faktické rozdvojení soudní scény vedlo k určitému opakování a hornický sbor byl příliš rozsáhlý. Různé byly pohledy na modlitbu tří odsouzených; recenzent Brněnských novin ji vyzdvihoval, zatímco Lidové noviny ji radily vyškrtnout. Jako recenzent Lidových novin, i Jan Kakš v Hlídce považuje třetí akt za hudebně nejcennější, „jedině zde lze aspoň do jisté míry mluviti o jakéms hlubším dojmu uměleckém.“ Naopak Karel Sázavský v Daliboru považoval třetí jednání za nejméně zdařilé co do hudby i textu. I čtvrté dějství viděla kritika různě; zatímco Brněnské noviny s povděkem kvitovaly, že se skladatel nedal strhnout drastickým dějem a zůstal umírněný a vkusný (připomínaly přitom obdobnou scénu v tehdy světově populárním Weisově Polském židovi), Lidové noviny naopak soudily, že „zde by příšernému okolí měly odpovídat mrazící, děsící instrumentální složky orchestru“. Pro Dalibor bylo poslední jednání „nejpůsobivější“.
Inscenace a provedení byly, při zohlednění skromných možností brněnského českého divadla, jednomyslně považovány za velmi zdařilé. Nadšení obecenstva vytrvalo i do první reprízy, kterou dirigoval Bradáč samotný, a zajistilo slušný počet představení v brněnském divadle.
Jedinou další inscenaci uvedlo Městské divadlo v Plzni, Bradáčově tehdejším působišti. Zpráva o tom, že Kostnici sedleckou přijalo k provedení plzeňské divadlo, se objevila již počátkem roku 1905, Brno však plzeňskou inscenaci nakonec předstihlo. Plzeňská premiéra se konala 3. prosince 1905. Skladatel dílo dirigoval sám a došlo zde „dosti slušného úspěchu“, autor byl několikrát vyvoláván, po jedné repríze však Kostnice sedlecká repertoár opustila. Recenzent Plzeňských listů komentoval: „Partitura má tu dobrou vlastnost, kterou jevily všecky Bradáčovy práce, jež jsme v Plzni slyšeli; je psaná obratně a lehce. Ovšem až příliš lehce. Jakoby autor při vzniku Kostnice zcela mladý byl ještě měl trochu málo respektu před dramatickou hudební produkcí, jako by podceňoval nejen obtíže její – jež ovšem do značné míry opravdu snadno přemáhá – nýbrž i její uměleckou výši. […] Velikou výhodou p. Bradáčových zpěvních partů je to, že jsou psány vhodně hlasům, že většinou hlas tu dobře zní a všecko dobře ‚udá‘,“ i když hlas „v hlučném orchestru často ‚utopí‘ a tím také znejasní dramatickou situaci“. Přesto ale má skladatel „dostatek invence, neobyčejnou routinu a značný talent“.
Ačkoli tisk komentoval Kostnici sedleckou jako slibné dílo a v jejím autorovi shledával „skladatele pro dramatickou tvorbu nadaného, od něhož mohla by se očekávati do budoucna mnohá pěkná práce operní“, Bradáč již do své smrti roku 1924 další operu nenapsal.
Roku 1909 uvedl vinohradský pěvecký spolek Hlahol koncert, na němž byla v Praze představena alespoň předehra ke Kostnici sedlecké spolu s Bradáčovou kantátou Golgata. Provedení bylo prý úspěšné a referent Práva lidu vyčítal Národnímu divadlu neuvedení Bradáčovy opery; zato Kamil Fiala v Moderní revui napsal, že obě skladby „postrádají jakékoli stopy nadání, ba i rudimentárního vkusu“.

## Osoby a první obsazení

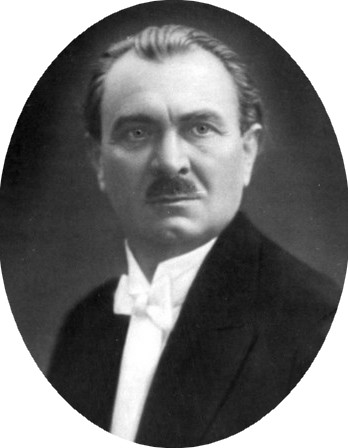
Cyril Metoděj Hrazdira, dirigent premiéry Kostnice sedlecké

| osoba | hlasový obor | premiéra (28. října 1905) |
| --- | ------------ | ------------------------- |
| Vašata, starý písmák a hrobník sedlecký                                                                                       | bas          | Alois Pivoňka             |
| Veronika, jeho sestra | mezzosoprán  | Věra Pivoňková            |
| Háta, jeho dcera | soprán       | Kasparová                 |
| Krčín, první radní pán z Kutné Hory                                                                                           | …            | Melichar                  |
| Krbek, první radní pán z Kutné Hory                                                                                           | tenor        | Alois Doubravský          |
| Plachtík, měšťan z Kutné Hory                                                                                                 | baryton      | Karel Komarov             |
| Petr, horník | tenor        | Pokorný                   |
| Šíba, horník | …            | Šimek                     |
| Primátor | baryton      | Karel Beníško             |
| Šepmistr | baryton      | Eduard Aschenbrenner      |
| Dráb | …            | …                         |
| Horníci a jejich ženy, úředníci horní, radní páni, halapartníci, drábové, písařové soudní, mniši, kat a jeho holomci, duchové |              |                           |
| Dirigent: Cyril Metoděj Hrazdira                                                                                              |              |                           |
| Režie: Eduard Aschenbrenner                                                                                                   |              |                           |

## Děj opery
Děje se v posledních letech 17. století v Sedlci a Kutné Hoře.

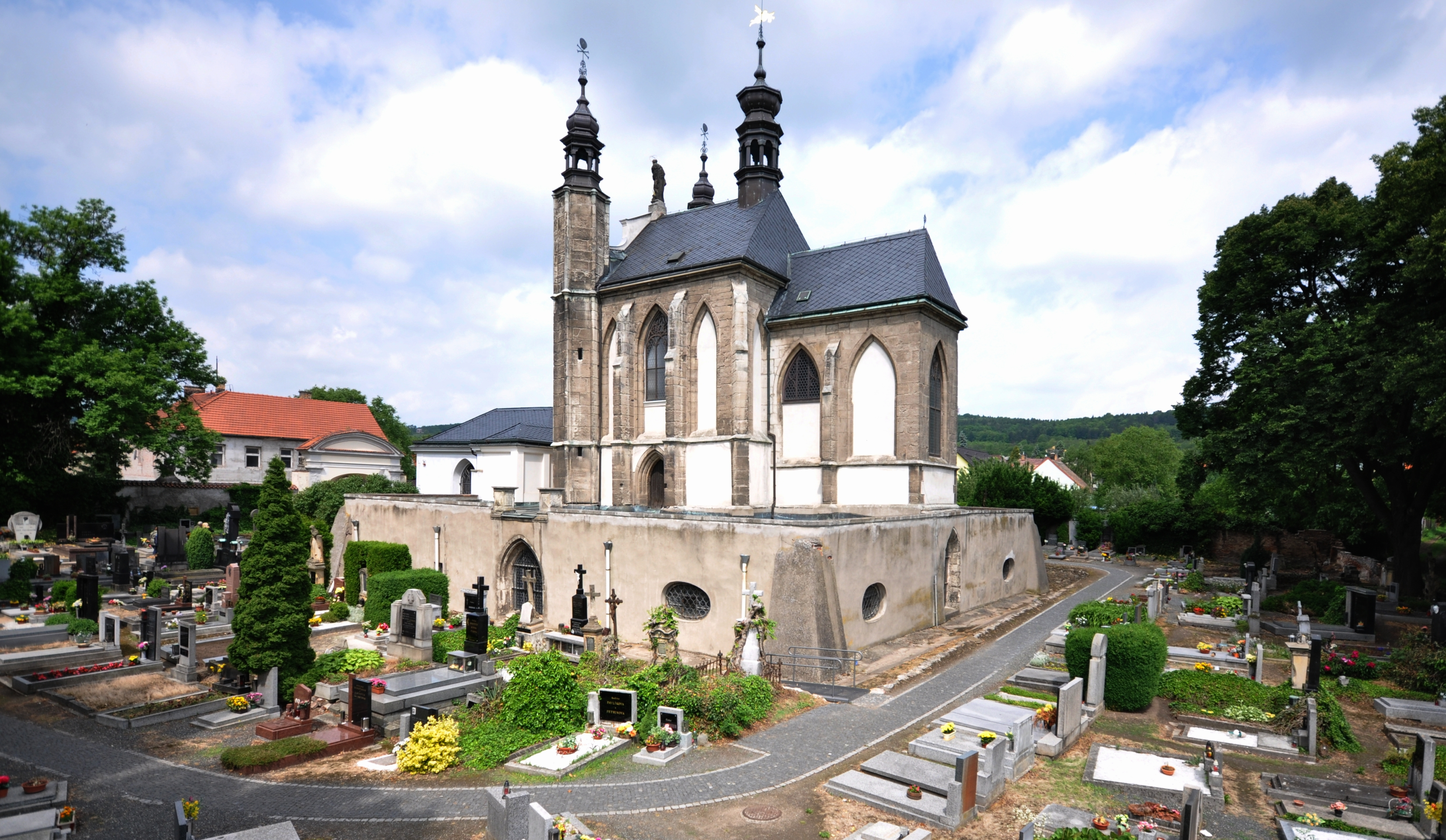
Hřbitov s kostnicí v Sedlci u Kutné hory, dnešní stav

### 1. dějství
V nedělní den k domku starého Vašaty, písmáka a hrobníka sedleckého, přiblíží se horník Petr, aby promluvil si se sličnou dcerou jeho Hátou, s níž potají se miluje. Hrobník odešel do Kutné Hory, milenci mají příležitost oddati se citům lásky své (Hátina píseň Pokropím vodičkou a árie Jaké to štěstí… Duše má drahá). Však sdělí spolu také své obavy. O Hátu pokouší se totiž také Krbek, radní pán z Kutné Hory, a mladý Plachtík, měštěnín bohatý. Dnes jejich čekají obávanou návštěvu (duet O proč's tak krásná nevídaně). Ze všeho vyruší je teta Veronika, do tajemství jejich zasvěcená, upozorněním, že hrobník se vrací. Petr uteče. S hrobníkem přichází Krbek, muž mocný, ale nenáviděný, jenž Hátě nabídne ruku svoji (árie Miluji Vás, dítě zlaté). Ona však odmítne jej s výmluvou, že již jiného má ráda. Krbek domnívá se, že Plachtíka, a uražen a pokořen přísahá mu pomstu. Když odchází, setká se s ním, což podezření jeho sesiluje. Plachtík dozvěděv se, co Krbek zamýšlel, odhodlává se také k vyznání (píseň Háto, Hátičko). Ale tím Háta přinucena vyznati se z lásky své k Petrovi. Otec, jenž přeje Plachtíkovi, rozzuřen velí dceři, že od Petra musí upustit, a když tato se vzepře, Plachtík, aby ona netrpěla, sám odstupuje, ba ještě za Petra se přimluví (árie Tiše otče! Tiše Hátičko!). Petr, jenž vše vyslechne za zdí, přiběhne a vrhne se v náruč hrobníkovu, jenž konečně oběma odpouští. Vejdou do domku. Krbek přiblíží se a spatří Plachtíka vedle Háty. Utvrzen ve svém podezření vzkypí nenávistí a odhodlává se k pomstě. Za nastávající noci zjeví se na hřbitově průvod duchů jako vždy, když se má státi nějaké neštěstí (sbor Chvaltež Pána národové).

### 2. dějství
Noc. Krbek se chystá zabít svého soka (árie Celé peklo zuří v nitru mém) Plachtík spokojen sám sebou vrací se od hrobníka kratší cestou kolem staré šachty do Hory (píseň Noci krásná, ve tvém lůně). Tu zaskočí jej pomstylačný Krbek, udeří a svrhne do šachty. Však Petr, jenž za Plachtíkem šel opodál, Krbka zadrží jako vraha a svolá křikem svým horníky poblíže bydlící. Krbek, jemuž nepodařilo se v zápase s Petrem také tohoto shodit dolů, označí jej nyní jako vraha a počíná si tak schytrale, že nalezne u některých víry. Horníci nevědouce si konečně rady, oba odvádí k soudu do Hory, co zatím Šíba, Petrův strýc, s jinými soudruhy přípravy činí k vytažení těla Plachtíkova ze šachty (arioso Šíby Snad, že ho shlédnu a sbor žen Maria, nejsvětější máti).

### 3. dějství

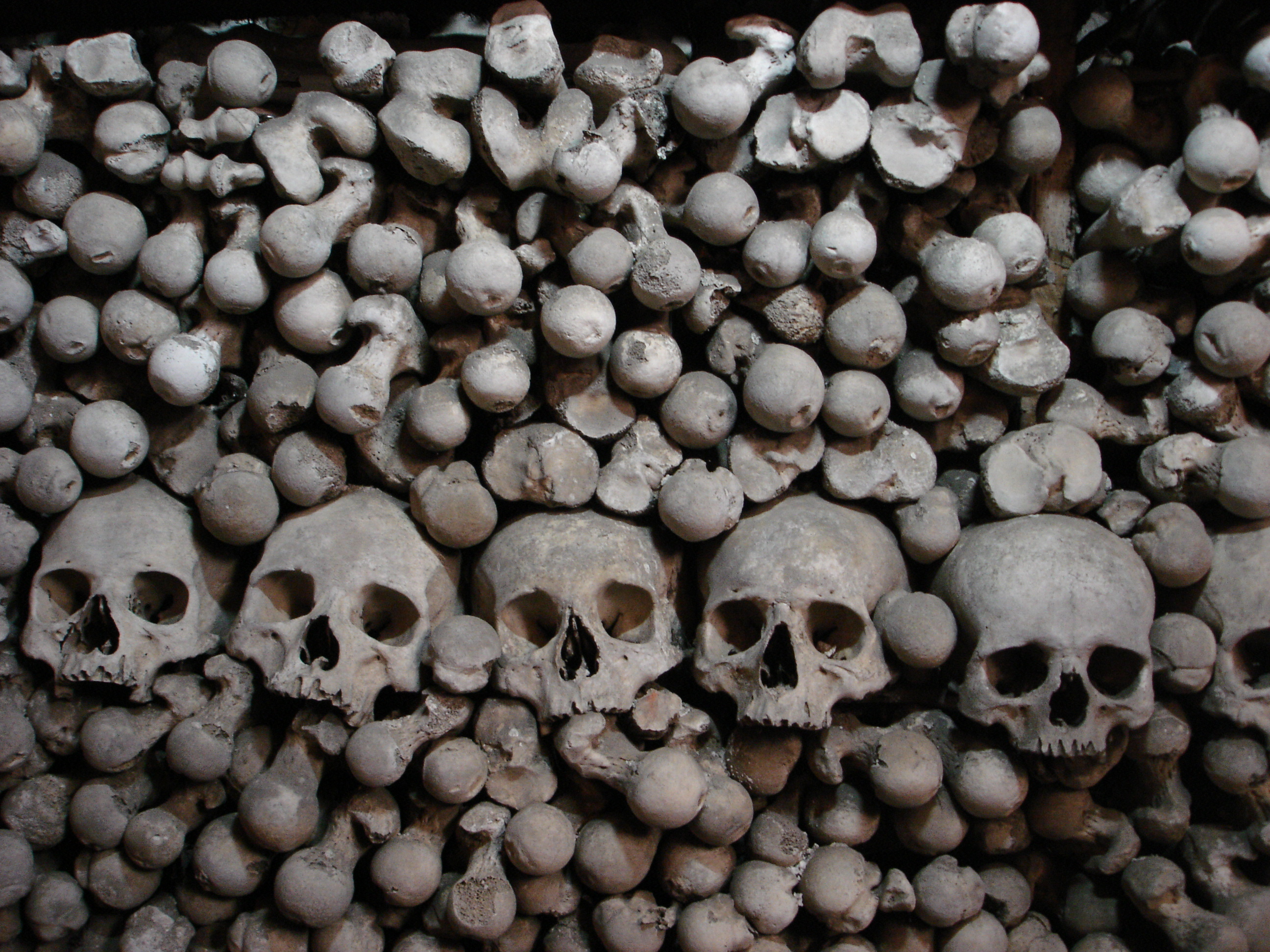
Kosti v sedlecké kostnici

Před soudem z vraždy obžalováni stojí na jedné straně Krbek, na druhé Petr a s ním jako spoluvinníci starý hrobník a Háta. Páni straní Krbkovi, svému spoludruhu, však Petra přece nemohou usvědčit. Použití mučení také nechtějí, ježto by toto musel také podstoupiti Krbek, tedy připadnou na to, aby rozhodlo se „Božím soudem“, kdo vlastně vinen jest. Marně vzpírá se proti tomu Petr, musí s hrobníkem a s Hátou do žaláře a Krbek zatím puštěn na svobodu (monology Petra, Vašaty a Háty Lež bídná to a vše je naopak, Pán je štít můj', Smilování prosím, páni a jejich tercet Ó neodpírej, neodpírej).
Soud ihned zasedá k poradě, jaký způsob „Božího soudu“ má se ustanoviti. Zatím horníci, soudruzi Petrovi vedení Šíbou, napadnuvše Krbka na svobodě, rozlítí se a přitáhnou k radnici, aby mohli být svědky celého jednání, jež nalézají nespravedlivým a úskočným.
Rozzuřeni vrhají se na zamčená vrata a vpadnou až do sálu (sbor Kde to bylo jaktěživo). Po výstupu se stráží dozvědí se, že soud se usnesl, aby oba obžalovaní v posvátné a zázračné kostnici sedlecké odpřisáhli zvláštní formulí, že jsou nevinni. Při kterém z nich stane se nějaké znamení, že souzen bude jako vrah. Napřed jíti ustanoveno Petrovi, aby sebe menší přihodivší se věc při jeho přísaze mohli prohlásit za znamení Boží a Krbka tak zachránit (monolog šepmistra Nuže slyšte, dobrý pozor mějte). Horníci marně proti tomu se vzpírají. Však ani Krbek není spokojen. Marně mu Krčín namlouvá, že pro něj vlastně vybrali tento způsob nejlehčí. Krbek zuří a všechny proklíná.

### 4. dějství
Před kostnicí sedleckou shromážděni všichni účastníci soudu. Také obžalovaní, horníci a zástup zvědavců. Petr, rozloučiv se se svými milými, vchází první do kostnice, aby odříkal přísahu očistnou, kteráž hrůzou naplňuje každého. Však dospěje až ku konci, aniž by se zajikl, a nic se nestane, co by mohlo být vyhlášeno jako znamení (přísaha Ve jménu svaté a nerozdílné). Prohlášen tedy za nevinna. Nastoupí Krbek, jenž klesá pod tíhou své viny, hrůzou se chvěje, všechnu rozvahu ztrácí, téměř šílenství se zmocňuje duše jeho. Konečně dopotácí se také k oltáři a tu s největší námahou pronáší slova očistné přísahy, brzy pomalu, zas kvapem, tu hlasem stlumeným a hned zas skřekem jednotlivá slova vyrážejícím, až k místu, kde musí zvolati: „Kosti vás svatých, tady jenž tlíte, padnětež na mne…“
Tu za všeobecného napjetí skutálí se jedna z jehlance lebek jemu na hlavu a on vzkřikne a skácí se. Je mrtev. Nastane velké vzrušení všech. Božím soudem rozhodnuto, že vinen jest. Soudcové blahopřejí Petrovi a Hátě. Sbor horníků i všecken lid propuká v jásot a velebí Boha (sbor Vševědoucí, všemocný je světů Pán).